# Gran Premio di superbike di Villicum 2021
Il Gran Premio di superbike di Villicum 2021 è stato la dodicesima prova del mondiale superbike del 2021. Nello stesso fine settimana si è corsa l'undicesima prova del campionato mondiale Supersport.
I risultati delle gare hanno visto vincere, per quel che concerne il mondiale Superbike: Toprak Razgatlıoğlu in gara 1 e in gara Superpole, Scott Redding in gara 2, mentre entrambe le gare del mondiale Supersport sono state vinte da Jules Cluzel.
Nonostante resti da disputare l'ultima prova di campionato, al termine di questa prova Dominique Aegerter ottiene la certezza del titolo piloti del mondiale Supersport. Per il pilota svizzero si tratta del primo titolo iridato della sua carriera, giunto alla sua prima stagione nel mondiale Supersport.

## Superbike gara 1

### Arrivati al traguardo
| Pos. | Nº | Pilota                | Squadra                         | Motocicletta         | Giri | Tempo     | Griglia | Punti |
| ---- | -- | --------------------- | ------------------------------- | -------------------- | ---- | --------- | ------- | ----- |
| 1º   | 54 | Toprak Razgatlıoğlu   | Pata Yamaha with Brixx          | Yamaha YZF R1        | 21   | 34'29.479 | 2º      | 25    |
| 2º   | 1  | Jonathan Rea          | Kawasaki Racing                 | Kawasaki ZX-10RR     | 21   | +5.295    | 5º      | 20    |
| 3º   | 21 | Michael Ruben Rinaldi | Aruba.it Racing - Ducati        | Ducati Panigale V4 R | 21   | +9.417    | 9º      | 16    |
| 4º   | 22 | Alex Lowes            | Kawasaki Racing                 | Kawasaki ZX-10RR     | 21   | +12.808   | 4º      | 13    |
| 5º   | 47 | Axel Bassani          | Motocorsa Racing                | Ducati Panigale V4 R | 21   | +13.980   | 3º      | 11    |
| 6º   | 60 | Michael van der Mark  | BMW Motorrad                    | BMW M 1000 RR        | 21   | +15.007   | 7º      | 10    |
| 7º   | 31 | Garrett Gerloff       | GRT Yamaha                      | Yamaha YZF R1        | 21   | +16.876   | 8º      | 9     |
| 8º   | 55 | Andrea Locatelli      | Pata Yamaha with Brixx          | Yamaha YZF R1        | 21   | +19.265   | 6º      | 8     |
| 9º   | 45 | Scott Redding         | Aruba.it Racing - Ducati        | Ducati Panigale V4 R | 21   | +27.176   | 1º      | 7     |
| 10º  | 91 | Leon Haslam           | Team HRC                        | Honda CBR1000 RR-R   | 21   | +31.571   | 10º     | 6     |
| 11º  | 53 | Esteve Rabat          | Kawasaki Puccetti Racing        | Kawasaki ZX-10RR     | 21   | +34.474   | 18º     | 5     |
| 12º  | 7  | Chaz Davies           | Team GoEleven                   | Ducati Panigale V4 R | 21   | +36.241   | 13º     | 4     |
| 13º  | 50 | Eugene Laverty        | BMW Motorrad                    | BMW M 1000 RR        | 21   | +37.072   | 12º     | 3     |
| 14º  | 76 | Samuele Cavalieri     | Barni Racing                    | Ducati Panigale V4 R | 21   | +41.103   | 16º     | 2     |
| 15º  | 3  | Kōta Nozane           | GRT Yamaha                      | Yamaha YZF R1        | 21   | +43.220   | 17º     | 1     |
| 16º  | 36 | Leandro Mercado       | MIE Racing Honda Racing         | Honda CBR1000 RR-R   | 21   | +48.516   | 14º     |       |
| 17º  | 23 | Christophe Ponsson    | Gil Motor Sport-Yamaha          | Yamaha YZF R1        | 21   | +53.695   | 19º     |       |
| 18º  | 39 | Marco Solorza         | Outdo TPR Team Pedercini Racing | Kawasaki ZX-10RR     | 21   | +1'39.426 | 21º     |       |
| 19º  | 4  | Luciano Ribodino      | Outdo TPR Team Pedercini Racing | Kawasaki ZX-10RR     | 20   | +1 giro   | 20º     |       |

### Ritirati
| Nº | Pilota          | Squadra                  | Motocicletta       | Giri | Griglia |
| -- | --------------- | ------------------------ | ------------------ | ---- | ------- |
| 32 | Isaac Viñales   | Orelac Racing VerdNatura | Kawasaki ZX-10RR   | 8    | 11º     |
| 19 | Álvaro Bautista | Team HRC                 | Honda CBR1000 RR-R | 2    | 15º     |

## Superbike gara Superpole

### Arrivati al traguardo
| Pos. | Nº | Pilota                | Squadra                         | Motocicletta         | Giri | Tempo     | Griglia | Punti |
| ---- | -- | --------------------- | ------------------------------- | -------------------- | ---- | --------- | ------- | ----- |
| 1º   | 54 | Toprak Razgatlıoğlu   | Pata Yamaha with Brixx          | Yamaha YZF R1        | 10   | 16'20.713 | 2º      | 12    |
| 2º   | 45 | Scott Redding         | Aruba.it Racing - Ducati        | Ducati Panigale V4 R | 10   | +0.046    | 1º      | 9     |
| 3º   | 1  | Jonathan Rea          | Kawasaki Racing                 | Kawasaki ZX-10RR     | 10   | +3.419    | 5º      | 7     |
| 4º   | 47 | Axel Bassani          | Motocorsa Racing                | Ducati Panigale V4 R | 10   | +5.407    | 3º      | 6     |
| 5º   | 60 | Michael van der Mark  | BMW Motorrad                    | BMW M 1000 RR        | 10   | +8.556    | 7º      | 5     |
| 6º   | 55 | Andrea Locatelli      | Pata Yamaha with Brixx          | Yamaha YZF R1        | 10   | +9.608    | 6º      | 4     |
| 7º   | 31 | Garrett Gerloff       | GRT Yamaha                      | Yamaha YZF R1        | 10   | +9.821    | 8º      | 3     |
| 8º   | 21 | Michael Ruben Rinaldi | Aruba.it Racing - Ducati        | Ducati Panigale V4 R | 10   | +10.415   | 9º      | 2     |
| 9º   | 22 | Alex Lowes            | Kawasaki Racing                 | Kawasaki ZX-10RR     | 10   | +12.063   | 4º      | 1     |
| 10º  | 91 | Leon Haslam           | Team HRC                        | Honda CBR1000 RR-R   | 10   | +15.170   | 10º     |       |
| 11º  | 19 | Álvaro Bautista       | Team HRC                        | Honda CBR1000 RR-R   | 10   | +15.685   | 15º     |       |
| 12º  | 53 | Esteve Rabat          | Kawasaki Puccetti Racing        | Kawasaki ZX-10RR     | 10   | +18.017   | 18º     |       |
| 13º  | 7  | Chaz Davies           | Team GoEleven                   | Ducati Panigale V4 R | 10   | +18.470   | 13º     |       |
| 14º  | 3  | Kōta Nozane           | GRT Yamaha                      | Yamaha YZF R1        | 10   | +20.327   | 17º     |       |
| 15º  | 50 | Eugene Laverty        | BMW Motorrad                    | BMW M 1000 RR        | 10   | +20.341   | 12º     |       |
| 16º  | 36 | Leandro Mercado       | MIE Racing Honda Racing         | Honda CBR1000 RR-R   | 10   | +21.262   | 14º     |       |
| 17º  | 32 | Isaac Viñales         | Orelac Racing VerdNatura        | Kawasaki ZX-10RR     | 10   | +21.534   | 11º     |       |
| 18º  | 76 | Samuele Cavalieri     | Barni Racing                    | Ducati Panigale V4 R | 10   | +26.152   | 16º     |       |
| 19º  | 23 | Christophe Ponsson    | Gil Motor Sport-Yamaha          | Yamaha YZF R1        | 10   | +27.693   | 19º     |       |
| 20º  | 4  | Luciano Ribodino      | Outdo TPR Team Pedercini Racing | Kawasaki ZX-10RR     | 10   | +47.417   | 20º     |       |
| 21º  | 39 | Marco Solorza         | Outdo TPR Team Pedercini Racing | Kawasaki ZX-10RR     | 10   | +51.079   | 21º     |       |

## Superbike gara 2

### Arrivati al traguardo
| Pos. | Nº | Pilota                | Squadra                         | Motocicletta         | Giri | Tempo     | Griglia | Punti |
| ---- | -- | --------------------- | ------------------------------- | -------------------- | ---- | --------- | ------- | ----- |
| 1º   | 45 | Scott Redding         | Aruba.it Racing - Ducati        | Ducati Panigale V4 R | 21   | 34'26.120 | 2º      | 25    |
| 2º   | 1  | Jonathan Rea          | Kawasaki Racing                 | Kawasaki ZX-10RR     | 21   | +2.428    | 3º      | 20    |
| 3º   | 54 | Toprak Razgatlıoğlu   | Pata Yamaha with Brixx          | Yamaha YZF R1        | 21   | +3.834    | 1º      | 16    |
| 4º   | 47 | Axel Bassani          | Motocorsa Racing                | Ducati Panigale V4 R | 21   | +5.390    | 4º      | 13    |
| 5º   | 21 | Michael Ruben Rinaldi | Aruba.it Racing - Ducati        | Ducati Panigale V4 R | 21   | +5.845    | 8º      | 11    |
| 6º   | 60 | Michael van der Mark  | BMW Motorrad                    | BMW M 1000 RR        | 21   | +8.147    | 5º      | 10    |
| 7º   | 55 | Andrea Locatelli      | Pata Yamaha with Brixx          | Yamaha YZF R1        | 21   | +12.040   | 6º      | 9     |
| 8º   | 31 | Garrett Gerloff       | GRT Yamaha                      | Yamaha YZF R1        | 21   | +12.352   | 7º      | 8     |
| 9º   | 7  | Chaz Davies           | Team GoEleven                   | Ducati Panigale V4 R | 21   | +19.409   | 12º     | 7     |
| 10º  | 19 | Álvaro Bautista       | Team HRC                        | Honda CBR1000 RR-R   | 21   | +20.183   | 14º     | 6     |
| 11º  | 91 | Leon Haslam           | Team HRC                        | Honda CBR1000 RR-R   | 21   | +23.993   | 9º      | 5     |
| 12º  | 53 | Esteve Rabat          | Kawasaki Puccetti Racing        | Kawasaki ZX-10RR     | 21   | +25.138   | 17º     | 4     |
| 13º  | 32 | Isaac Viñales         | Orelac Racing VerdNatura        | Kawasaki ZX-10RR     | 21   | +27.407   | 10º     | 3     |
| 14º  | 3  | Kōta Nozane           | GRT Yamaha                      | Yamaha YZF R1        | 21   | +28.568   | 16º     | 2     |
| 15º  | 36 | Leandro Mercado       | MIE Racing Honda Racing         | Honda CBR1000 RR-R   | 21   | +36.415   | 13º     | 1     |
| 16º  | 50 | Eugene Laverty        | BMW Motorrad                    | BMW M 1000 RR        | 21   | +39.213   | 11º     |       |
| 17º  | 23 | Christophe Ponsson    | Gil Motor Sport-Yamaha          | Yamaha YZF R1        | 21   | +40.746   | 18º     |       |
| 18º  | 76 | Samuele Cavalieri     | Barni Racing                    | Ducati Panigale V4 R | 21   | +56.034   | 15º     |       |
| 19º  | 4  | Luciano Ribodino      | Outdo TPR Team Pedercini Racing | Kawasaki ZX-10RR     | 21   | +1'36.692 | 19º     |       |
| 20º  | 39 | Marco Solorza         | Outdo TPR Team Pedercini Racing | Kawasaki ZX-10RR     | 21   | +1'36.776 | 20º     |       |

## Supersport gara 1

### Arrivati al traguardo
| Pos. | Nº | Pilota             | Squadra                           | Motocicletta     | Giri | Tempo     | Griglia | Punti |
| ---- | -- | ------------------ | --------------------------------- | ---------------- | ---- | --------- | ------- | ----- |
| 1º   | 16 | Jules Cluzel       | GMT94 Yamaha                      | Yamaha YZF R6    | 19   | 32'30.688 | 1º      | 25    |
| 2º   | 81 | Manuel González    | Yamaha ParkinGo                   | Yamaha YZF R6    | 19   | +4.774    | 3º      | 20    |
| 3º   | 61 | Can Öncü           | Kawasaki Puccetti Racing          | Kawasaki ZX-6R   | 19   | +7.000    | 4º      | 16    |
| 4º   | 4  | Steven Odendaal    | Evan Bros. Yamaha                 | Yamaha YZF R6    | 19   | +11.169   | 2º      | 13    |
| 5º   | 77 | Dominique Aegerter | Ten Kate Racing Yamaha            | Yamaha YZF R6    | 19   | +11.324   | 5º      | 11    |
| 6º   | 53 | Valentin Debise    | GMT94 Yamaha                      | Yamaha YZF R6    | 19   | +12.908   | 6º      | 10    |
| 7º   | 56 | Péter Sebestyén    | Evan Bros. Yamaha                 | Yamaha YZF R6    | 19   | +19.246   | 8º      | 9     |
| 8º   | 66 | Niki Tuuli         | MV Agusta Corse Clienti           | MV Agusta F3 675 | 19   | +21.853   | 9º      | 8     |
| 9º   | 28 | Glenn van Straalen | EAB Racing                        | Yamaha YZF R6    | 19   | +24.486   | 15º     | 7     |
| 10º  | 95 | Vertti Takala      | Kallio Racing                     | Yamaha YZF R6    | 19   | +25.735   | 14º     | 6     |
| 11º  | 5  | Philipp Öttl       | Kawasaki Puccetti Racing          | Kawasaki ZX-6R   | 19   | +31.969   | 11º     | 5     |
| 12º  | 38 | Hannes Soomer      | Kallio Racing                     | Yamaha YZF R6    | 19   | +32.009   | 12º     | 4     |
| 13º  | 40 | Unai Orradre       | Yamaha MS Racing                  | Yamaha YZF R6    | 19   | +39.645   | 10º     | 3     |
| 14º  | 25 | Marcel Brenner     | VFT Racing                        | Yamaha YZF R6    | 19   | +44.179   | 13º     | 2     |
| 15º  | 32 | Sheridan Morais    | Wojcik Racing                     | Yamaha YZF R6    | 19   | +44.701   | 17º     | 1     |
| 16º  | 74 | Andrés González    | VFT Racing                        | Yamaha YZF R6    | 19   | +47.493   | 16º     |       |
| 17º  | 24 | Leonardo Taccini   | Ten Kate Racing Yamaha            | Yamaha YZF R6    | 19   | +59.584   | 18º     |       |
| 18º  | 64 | Jeffrey Buis       | G.A.P. Motozoo Racing by Puccetti | Kawasaki ZX-6R   | 19   | +1'27.235 | 19º     |       |

### Non classificato
| Nº | Pilota          | Squadra          | Motocicletta  | Giri | Griglia |
| -- | --------------- | ---------------- | ------------- | ---- | ------- |
| 57 | Matías Petratti | Yamaha MS Racing | Yamaha YZF R6 | 13   | 20º     |

### Ritirato
| Nº | Pilota           | Squadra                  | Motocicletta   | Giri | Griglia |
| -- | ---------------- | ------------------------ | -------------- | ---- | ------- |
| 3  | Raffaele De Rosa | Orelac Racing VerdNatura | Kawasaki ZX-6R | 15   | 7º      |

## Supersport gara 2

### Arrivati al traguardo
| Pos. | Nº | Pilota             | Squadra                           | Motocicletta   | Giri | Tempo     | Griglia | Punti |
| ---- | -- | ------------------ | --------------------------------- | -------------- | ---- | --------- | ------- | ----- |
| 1º   | 16 | Jules Cluzel       | GMT94 Yamaha                      | Yamaha YZF R6  | 19   | 32'29.433 | 1º      | 25    |
| 2º   | 61 | Can Öncü           | Kawasaki Puccetti Racing          | Kawasaki ZX-6R | 19   | +2.157    | 4º      | 20    |
| 3º   | 77 | Dominique Aegerter | Ten Kate Racing Yamaha            | Yamaha YZF R6  | 19   | +7.682    | 5º      | 16    |
| 4º   | 38 | Hannes Soomer      | Kallio Racing                     | Yamaha YZF R6  | 19   | +12.152   | 12º     | 13    |
| 5º   | 56 | Péter Sebestyén    | Evan Bros. Yamaha                 | Yamaha YZF R6  | 19   | +12.979   | 8º      | 11    |
| 6º   | 53 | Valentin Debise    | GMT94 Yamaha                      | Yamaha YZF R6  | 19   | +16.864   | 6º      | 10    |
| 7º   | 95 | Vertti Takala      | Kallio Racing                     | Yamaha YZF R6  | 19   | +23.567   | 14º     | 9     |
| 8º   | 28 | Glenn van Straalen | EAB Racing                        | Yamaha YZF R6  | 19   | +23.805   | 15º     | 8     |
| 9º   | 25 | Marcel Brenner     | VFT Racing                        | Yamaha YZF R6  | 19   | +27.164   | 13º     | 7     |
| 10º  | 81 | Manuel González    | Yamaha ParkinGo                   | Yamaha YZF R6  | 19   | +27.790   | 3º      | 6     |
| 11º  | 24 | Leonardo Taccini   | Ten Kate Racing Yamaha            | Yamaha YZF R6  | 19   | +29.576   | 18º     | 5     |
| 12º  | 5  | Philipp Öttl       | Kawasaki Puccetti Racing          | Kawasaki ZX-6R | 19   | +30.147   | 11º     | 4     |
| 13º  | 32 | Sheridan Morais    | Wojcik Racing                     | Yamaha YZF R6  | 19   | +54.122   | 17º     | 3     |
| 14º  | 40 | Unai Orradre       | Yamaha MS Racing                  | Yamaha YZF R6  | 19   | +55.588   | 10º     | 2     |
| 15º  | 64 | Jeffrey Buis       | G.A.P. Motozoo Racing by Puccetti | Kawasaki ZX-6R | 19   | +1'30.591 | 19º     | 1     |
| 16º  | 57 | Matías Petratti    | Yamaha MS Racing                  | Yamaha YZF R6  | 18   | +1 giro   | 20º     |       |

### Ritirati
| Nº | Pilota           | Squadra                  | Motocicletta     | Giri | Griglia |
| -- | ---------------- | ------------------------ | ---------------- | ---- | ------- |
| 66 | Niki Tuuli       | MV Agusta Corse Clienti  | MV Agusta F3 675 | 18   | 9º      |
| 4  | Steven Odendaal  | Evan Bros. Yamaha        | Yamaha YZF R6    | 13   | 2º      |
| 3  | Raffaele De Rosa | Orelac Racing VerdNatura | Kawasaki ZX-6R   | 11   | 7º      |
| 74 | Andrés González  | VFT Racing               | Yamaha YZF R6    | 1    | 16º     |